# 香港中學學位分配辦法
香港中學學位分配辦法（簡稱SSPA，廣東話俗稱升中派位）是分配香港中學學位的一個程序。學生於小學教育的最後階段，須參加一套由教育局（或其前身）制定的升中程序，決定學生所升讀的中學。

## 歷代機制
中學學位分配辦法是一為期兩學年的程序，以下年份均以派位年份作準。

### 1950年代至1978年
1950年代之前，香港政府對中學學位分配並無任何干預。小學生畢業後如欲升學，需要自行找尋中學。小學和中學之間無明確界線：當時英文學校實行八年制，由最低的第八班（Class 8）至最高的第一班（Class 1），約等於現在小五至中六，讀完初小四年已可報考；而漢文中學實行六年制，高小畢業才可申請。1952年官立學校改為六年制中學，確定小學六年畢業升中。1950年代香港教育司署設立香港小學會考（全名小學六年級會考），以一個統一的公開考試，決定學生能否升讀中學。考試範圍涉及中文、英文、數學、常識。1962年教育司署以香港中學入學考試（俗稱升中試）取代小學會考，科目有中文、英文、數學。除了一個總評級外，每科有獨立評級（1級為優，2級為良，3級為佳，4級5級為可等），以評定學生的程度。學生獲取升中試成績表後，可到心儀的中學報名，繼續學業。香港總督麥理浩決定自1978年起實施「九年免費教育」，將義務教育的範圍擴展到初中（中一至中三），中學入學試亦在1977年5月3日最後一次舉行後正式取消。

### 1979年至2000年
1978年當時的教育司署推行以一個全新的中學學位分配辦法（Secondary School Place Allocation System (SSPA)）代替升中試，機制的核心是全港統一的香港學業能力測驗（Academic Aptitude Test (AAT)，簡稱學能測驗）。此機制適用於申請官立中學或津貼中學的中學學位，直接資助計劃中學，簡稱直資中學，因為有較大自主權可選擇參與或不參與統一派位，私立中學則不在此機制內。如學生欲入讀不參與統一派位的直資或私立中學，須直接向該等學校申請入學。此制度一至沿用至2000年教育統籌局取消學能測驗為止。

#### 中學學位分配辦法
整個派位程序可分為兩個階段。第一階段為自行分配學位階段，第二階段為統一派位階段。
1. 在首個階段，學生可直接到心儀中學申請入學，不受校網[1]限制。學生現可向最多兩所參與派位的中學提交申請：學生獲發的兩份《 中一自行分配學位申請表 》分別印有「選校次序1」和「選校次序2 」，「 選校次序1」代表首選的學校，「選校次序2」代表次選的學校。家長需使用由教育局派發的《中一自行分配學位申請表》，並根據選校次序標明首選和次選學校，親自將表格提交至相關學校。各參與派位中學將於統一派位階段前公布結果。若學生未能於此階段成功獲得學位，他們仍可參與統一派位階段，選填其他學校志願。[2]
2. 在第二階段，學生可從所屬校網中依次選出30間中學。學校會事先為五、六年級學生向教育局呈報學生校內考試分數，教育司署會再以學能測驗作出調整。調整後學生將會按所屬校網分組，並依調整後成績在每個校網被平分成五個派位組別（慣以英文稱為 Band 1-5，Band 1 為最高），而同組別的學生將會獲分配一個隨機編號，決定該學生在同一個派位組別的派位次序。當所有評核程序完成後，便會進入派位階段。派位時組別越高，便有更高優先權獲分配學位。在此機制下，所有屬於第一派位組別的學生將會獲先行分配學位，當第一派位組別的學生分配完畢後，便會為第二派位組別的學生分配，如此類推；而同一個組別的學生的分配先後次序便會依隨機編號決定。派位系統會考慮學生的志願，並從中選出最高志願而又有剩餘學額的學校給予有關學生。假如學生所選的30個志願中學都沒有剩餘學額，系統將會在所屬校網中隨機抽選一間尚有剩餘學額的中學分配予該學生。

整個評核過程均極為保密，學生無法得知自己的學能測驗評核結果、調整後成績、派位組別及隨機編號。學生能夠得知的，只有最終派位結果。

#### 學能測驗
因為當時香港小學會考（升中試）的考核範圍均為平日課程的內容，不少學校為催谷升學率，便加緊訓練學生應付升中試。有見及此，當時的教育司署便設計了一套與平日課程完全無關的測驗，希望杜絕學校操練學生。
學能測驗分為兩科：文字推理及數字推理，兩科都是考核學生的邏輯思考的能力。每條題目均會列出數個項目，學生須找出該些項目間的關係並從5個可能答案中選出正確的答案。
學生應考後，教育司署便依學能測驗成績調整學校所呈報的校內考試分數，惟調整方式屬保密，教育署一直沒有公佈如何利用學能測驗成績調整校內考試分數。由於教育司署不鼓勵學校操練學生，故歷屆試題亦屬保密事項。惟坊間出版社製作模擬試題，吸引學校及家長購買，為其子弟操練，甚至於小四時期已在正規課堂練習模擬試題。

### 2001年至2006年
1999/2001年度，教育統籌局改革中學學位分配辦法。改革基本上保留派位程序，但取消學能測驗，亦將派位組別從5組減為3組（Band 1為最高，Band 3為最低）。由於沒有了學能測驗作為調整指標，故此教育統籌局採用1997年至1999年的各校的學能測驗結果調整該校學生的校內考試成績成績，作為過渡方案，直至新的評核辦法推出為止。這套辦法一至沿用至2004/2006年度，參考指標亦一直沿用1997年至1999年的各校的學能測驗結果，結果對當時營辦不久的新晉學校或改革有成的學校不利。

### 2007年起
2005/2007年度起，教育統籌局再次修訂中學學位分配辦法。其中一個改變是採用中一入學前香港學科測驗（俗稱編班試）的成績調整其中一新生的所屬小學的之後的小六學生的校內考試成績，以得到更近期的數據調整學生的校內考試成績成績。中一入學前香港學科測驗的成績每兩年取樣一次，並取最近兩年的成績。
另一個改變是在自行分配學位階段學生可向兩間中學申請入學。另外在統一派位階段選校時，學生可在30個校網內選校志願（乙部）之外，另外加選3個不受校網限制的選校志願（甲部），電腦會先處理甲部選校志願，才處理乙部的選校志願。派位組別亦因此分為全港性派位組別及校網性派位組別，全港性派位組別將會用作分配不受校網限制的選校志願之用，而校網性派位組別則會用作分配受校網限制的選校志願之用，每個派位組別將會分別編配隨機編號。全港性派位組別及校網性派位組別仍分為3組，每組佔全港／全校網的小六學生的三分之一。

## 爭議

### 性別歧視
自1978年開始採用中學學位分配辦法，就一直實施男女分開派位，惟此舉一直未有公佈。直至1998年有家長不滿其女兒的派位結果比同校成績比較差的男學生差，於是向平等機會委員會投訴，經調查後才發現中學學位分配辦法一直採取男女分隊，被平等機會委員會裁定違反性別歧視條例，最後教育統籌局於2002年決定採用男女合併派位模式。
教育司署當初推行此措施，是因為有科學研究顯示男女的發展及學習上存在差異，為照顧此等差異，政府便實施男女分開派位，讓某一性別的學生升學機會不會因發展的差異而佔優或失去優勢，亦確保每間男女校的男女生人數均等。自從男女分隊被平等機會委員會裁定違反性別歧視條例後，教育署曾作出模擬，謂實施男女合併派位會導致中學男女生比例失衡，影響學生社交發展，亦對學校安排合適設施（如男女廁）不利。
實行合併派位後，部分學校的確出現男女比例失衡現象。數據顯示較多女生獲分派至第一派位組別的學校，而較多男生則被分派至第三派位組別的學校（當時已實施三個派位組別的制度）。這導致很多第一派位組別的男女校變得像女校一樣，男生成為校內的少數分子。新制雖然平息女生家長的不滿，卻又引起男生家長的反對，批評這個安排是逆向的性別歧視，並曾引起「何謂公平」的討論。當局至今仍採用男女合併派位模式，而尚未有一種兩全其美的中學派位方法，上述問題依然存在。

### 操練試題
操練試題一直都是整個香港教育制度所為人詬病的地方，中一派位也不例外。未有學能測驗的時候，香港小學會考（升中試）便決定了學生能否升讀中學（當時並未實施十二年免費普及教育，並非所有學生都可升讀中一），學校及學生便無可避免地操練升中試試題。實施九年免費普及教育後，作為淘汰試的升中試便不合時宜，但又缺乏一個指標評估學生水平。當時的教育司署於是設計了一套與平日課程完全無關的學能測驗，希望杜絕學校催谷學生，惟最終卻導致學校轉而向學生操練推理，以應付學能測驗。
因催谷問題仍未能解決，教育統籌局於1999/2001年度改革中學學位分配辦法的同時，取消學能測驗，並以1997年至1999年的各校的學能測驗結果調整該校學生的校內考試成績成績，惟此舉卻被人指責將應屆學生的命運交託於舊生，不能如實反映應屆學生的能力水平，亦未能反映學校在1999年後在教學上的改進。
2005/2007年度起，教育統籌局再次改變評核方式，以近兩年的中一入學前香港學科測驗（中一編班試）的成績作調整指標。此舉雖解決長期採用過渡措施問題，但仍未解決將應屆學生的命運交託於舊生的問題。另一方面，雖然中一編班試成績對應考考生本身的中學派位結果毫無影響，但直接影響其就讀小學的學生的分數調整，故此小學為了學生在中一編班試取得更好成績，以便在校學生其後的派位取得優勢，於是向學生加緊操練中一編班試。種種事實顯示，只要有考試，操練試題便會接踵而至，故此這個問題目前尚未有圓滿解決的辦法。

## 外部連結
- 香港特別行政區政府教育局 - 中學學位分配辦法內容 （页面存档备份，存于）
- 香港2003 - 教育 （页面存档备份，存于）
- 香港立法會議員張文光議員網站
- 香港政府新聞稿：教育統籌局局長就「男女童中學學位分配」議員議案的致辭全文 （页面存档备份，存于）
- 香港政府新聞稿：中學學位分配進一步確保男女生平等 （页面存档备份，存于）
- 教育制度及政策 > 小學及中學教育 > 小學及中學教育適用 > 直接資助計劃 （页面存档备份，存于）